# Tratado de Badajoz (1267)
El Tratado de Badajoz fue firmado entre Alfonso X de Castilla y León y Alfonso III de Portugal el 16 de febrero de 1267 en la ciudad de Badajoz (en la Estremadura leonesa), cuando se estableció la frontera entre Castilla y Portugal. En él se reconoció la integración del Reino del Algarve en la Corona de Portugal y los territorios al este del río Guadiana en la de Castilla; aunque el rey castellano-leonés continuó utilizando el título regio del Algarve, pero solo por la referencia al territorio de la antigua Taifa de Niebla y la Taifa de Huelva.